# Jaromír Zemina
Jaromír Zemina (* 30. dubna 1930 Přední Ždírnice) je český historik a teoretik moderního umění, galerijní pracovník, kurátor, malíř, básník a vysokoškolský pedagog.

## Život
Pochází z rodiny malíře a legionáře Otakara Zeminy (1899–1990). Jeho bratrancem byl sochař Vladimír Janoušek. Po absolvování klasického gymnázia v Brně (1942–1949) studoval v letech 1949–1953 na Filozofické fakultě Masarykovy univerzity v Brně dějiny umění (prof. Albert Kutal, Václav Richter, Antonín Friedl) a archeologii (prof. G. Hejzlar) Roku 1953 obhájil rigorózní práci Sociální tendence v českém výtvarném umění dvacátých let.
V letech 1953–1954 byl asistentem Semináře dějin umění FF MU v Brně, ale z politických důvodů byl propuštěn a v letech 1954–1956 absolvoval základní vojenskou službu. V letech 1958–1959 byl zaměstnán v Okresním vlastivědném muzeu v Tišnově, poté byl do roku 1961 odborným pracovníkem Ústavu teorie a dějin umění ČSAV v Praze. V letech 1961–1992 pracoval v Národní galerii v Praze, v letech 1965–1970 jako vedoucí Sbírky moderního umění. Po roce 1968 byla jeho funkce zrušena a v následujících letech pracoval ve Sbírce sochařství na zámku Zbraslav. V letech 1989–1992 byl vedoucím Sbírky evropského umění. Roku 2002 odešel z Národní galerie a věnuje se výstavním projektům jako kurátor na volné noze. Přednáší dějiny umění na katedře scénografie a alternativního divadla DAMU v Praze a působí jako odborný poradce v řadě státních galerií.
Roku 1957 byl zakládajícím členem a teoretikem tvůrčí skupiny Brno 57, od roku 1964 byl členem skupiny UB 12 a členem Mezinárodní asociace výtvarných kritiků (AICA). V 60. letech působil spolu s Jiřím Šetlíkem jako teoretik skupiny UB 12, koncem 80. let byl členem Nové skupiny.
Jeho první manželka PhDr. Milena Haasová-Zeminová (1927–1994) byla historička umění a kurátorka sbírky textilu Uměleckoprůmyslového muzea v Praze. Jejich syn Ondřej Zemina je právník a politik Občanské demokratické strany.
Jeho druhá žena doc. PhDr. Mgr. Catherine Ébert-Zeminová, Ph.D. (* 1968), původním jménem Kateřina Křičková, je literární historička romanistka, překladatelka z francouzštiny, autorka vlastních literárních textů a vysokoškolská pedagožka.

### Ocenění
- 1967 Cena Antonína Matějčka
- 2021 Síň slávy (Česká akademie vizuálního umění)[5]

## Dílo
V 60. letech byl kurátorem zahraniční výstavy Paris-Prague pro pařížské Musée national d'art moderne v roce 1966, která byla vůbec první velkou přehlídku českého kubismu; dále kurátoroval výstavu 36 artisti cecoslovacchi v Turíně v roce 1967; výstavu Cubist art from Czechoslovakia, Londýn 1967; Le cubisme a Prague, Brusel, 1967, Rotterdam 1968; byl komisařem retrospektivní výstavy Josefa Šímy v Praze a v Paříži v Musée national d'art moderne (koncepce výstavy František Šmejkal) v roce 1968, spolu s L. Kesnerem kurátorem I. Triennale v New Delhi a kurátorem výstav Artchemo (1968, 1969) v Pardubicích.
Jako ředitel Sbírky moderního umění v Národní galerii akvizicemi dotvářel sbírku poválečného českého umění, zejména šedesátých let. Získal mj. významná díla Josefa Šímy, Václava Boštíka, Jiřího Johna, Jiřího Koláře, Zbyňka Sekala, Roberta Piesena, Adrieny Šimotové, Jiřího Johna a mnoha dalších, má zásluhy i o sbírky zahraničního umění šedesátých let, zejména polského a jugoslávského. Spolu s Ryszardem Stanislawským vytvořil unikátní sbírku českého moderního umění v Muzeu Sztuki v Lodži.
Po roce 1968 nesměl publikovat a některé jeho texty vyšly nejprve jako samizdat (Alén Diviš, 1975, Vladimír Janoušek, 1979, Adriena Šimotová, 1980, Jiří Schmidt, 1981, Robert Hliněnský, 1982, Sborník památce Alberta Kutala, 1984, Alena Kučerová, 1985, Sborník památce Jiřího Padrty, 1985, Sborník památce Václava Nebeského, 1986, Adriena Šimotová, 1987, Sborník památce Václava Navrátila, 1987, Sborník památce Olega Suse, 1988).
V době normalizace se stal jednou z vůdčích osobností neoficiální scény a uváděl výstavy režimem pronásledovaných umělců mimo Prahu, například v Brně a různých městských galeriích – v Nové Pace, Hořicích, Galerii 55 v Kladně, ve foyer divadla v Českém Těšíně, nebo v menších neoficiálních galeriích (Ústav makromolekulární chemie, Galerie Opatov, hrad Sovinec) a některých regionálních galeriích (GMU Roudnice nad Labem, Dům umění města Brna, GVU Cheb, Galerie Benedikta Rejta, Letohrádek Ostrov nad Ohří). Zejména galerie v Ústavu makromolekulární chemie (ÚMCH) se za jeho působení stala neoficiální „kunsthale“ zakázaných jmen (Boštík, Dlouhý, Vladimír Janoušek, Judl, Čestmír i Ivan Kafka, Knížák, Malich, Mrázek, Nepraš, Pivovarov, Stratil, Seifert, Šimotová, Veselý, Zoubek, ad.) Vernisáže byly spojené se zasvěceným výkladem, takže „petřinská kusthalle“ plnila i funkci přednáškového centra. V Národní galerii byl kurátorem výstavy Edvard Munch a české umění: Obrazy a grafika ze sbírek Muzea E. Muncha v Oslo (1982).
Roku 1994 byl spolukurátorem výstavy u Europa-Europa v Bonnu. Tato výstava vůbec poprvé souborně představila světové veřejnosti umělecký potenciál zemí bývalého socialistického bloku a byla prohlášena výstavou roku. Připravil významné výstavy jako Adriena Šimotová – Setkání na Staroměstské radnici v roce 1990; Otakar Slavík v Městské knihovně, 1991; Svěcení reality v Plzni, 1991; celoživotní dílo Jiřího Johna v Jízdárně pražského hradu, 1992; Václav Boštík v Roudnici nad Labem a v roce 1993 v Litoměřicích; retrospektivní výstava Jiřího Johna v Mánesu v roce 2004; O blízkém a vzdáleném v pražském Mánesu 1994; Ladislav Zívr v Českém muzeu výtvarných umění 1999, Petr Pavlík v Martině, 2005; Emil Filla sochař, Litoměřice, 2002; Jindřich Prucha v Národní galerii, 2004; putovní výstava Aléna Diviše, 2009; Otto Gutfreund v muzeu ve Dvoře Královém, 2009, ad. Spolupracuje s galeriemi Suchardův dům Nový Jičín, Art Galerie Žďár nad Sázavou, ZČG Plzeň, Galerie mladých (U Řečických), Galerie U Bílého jednorožce Klatovy, ad.
Od roku 1959 publikuje články o moderním výtvarném umění v časopisech Výtvarné umění, Umění, Výtvarná kultura, Plamen, Ateliér, Bulletin Moravské galerie, Bulletin SÚPP, ČL, Fotografie, Čs. fotografie, Revue Fotografie, Fotografie Magazín, Revolver Revue, Host, Host do domu, Umění a řemesla, Keramika a sklo, Časopis pro design a umění, A2, DaS, Kulturní týdeník, Hudební věda, PaP, Prostor Zlín, Veronica, Respekt, Vesmír, Věstník asociace českých a moravskoslezských muzeí a galerií, Vlastivědný věstník moravský, Sborník prací filozofické fakulty brněnské univerzity, Zpravodaj Univerzity Pardubice, Zlatý řez, Rovnost, Sešity pro literaturu a diskusi, Týdeník Rozhlas, aj. I v knižních publikacích je Jaromír Zemina invenčním a originálním autorem. Nikdy se nejedná o klasické monografie, ale o nové formy uměleckohistorické práce, o kombinace esejistiky se studií, o propojení umělecko-teoretického a filozofického textu.
Věnoval se umělcům starších generací, k nimž patří například Jan Zrzavý, Jindřich Prucha, Emil Filla, Otto Guttfreund, František Foltýn, Kamil Lhoták, Endre Nemes, Jakub Bauernfreund, Ladislav Zívr. Zajímal se o solitéry a výtvarníky, kteří byli málo známí, např. Aléna Diviše, Jiřího Tomana, Zdenka Rykra, Jana Svobodu, Roberta Hliněnského.
Celoživotní a vzájemně obohacující vztah měl s Václavem Boštíkem, Vladimírem a Věrou Janouškovými, s Adrienou Šimotovou a zejména s Jiřím Johnem. Dlouhodobě a s osobním zaujetím sleduje tvorbu umělců, kteří ho zajímají. Vždy navštěvoval jejich ateliéry, s mnohými uzavíral přátelství a zná nejen jejich tvorbu, ale i jejich životní osudy. K nim patří Čestmír Kafka, Stanislav Kolíbal, Bohdan Lacina, Alena Kučerová, Zdeněk Palcr, Petr Pavlík, Stanislav Podhrázský, Oldřich Smutný, Václav Stratil, Jan Svoboda nebo Jiří Šalamoun. Napsal stovky textů do katalogů k výstavám moderního umění.
Je autorem několika sbírek básní a básnických próz a fotografem. Svým rozhledem a jazykovými znalostmi je vzdělancem evropského formátu. Dokonale zná krajinu Čech a Moravy jako poutník a má k ní milostný vztah. V roce 2004 vyšla v nakladatelství Torst Zeminova kniha Z cest a cestiček, ve které zachytil svoje zážitky z cest z období posledních pětadvaceti let. Roku 2010 vyšel výběr ze Zeminových textů v rozsáhlé publikaci Via artis, via vitae (Torst, Praha). Je považován za jednoho z největších znalců české moderní malby 20. století.